# Sacculina granifera
Sacculina granifera is een krabbezakjessoort uit de familie van de Sacculinidae. De wetenschappelijke naam van de soort is voor het eerst geldig gepubliceerd in 1973 door Boschma.